# Mary Black
Pour les articles homonymes, voir Black.
Ne doit pas être confondu avec Mary Black (artiste).
Mary Black, née le 22 mai 1955 à Dublin, dans le Comté de Dublin, est une chanteuse irlandaise.

## Biographie
Mary Black naît à Dublin le 23 mai 1955 dans une famille de musiciens. Son père joue du violon ("fiddle"), sa mère est chanteuse. Ses frères font partie d'un groupe musical (The Black Family (en)). Sa sœur, Frances Black a également obtenu des succès en tant que chanteuse dans les années 1990.
Mary Black commence à chanter dès l'âge de huit ans, de la musique traditionnelle irlandaise. Après quelques années, elle se produit avec ses frères Shay, Michael et Martin, dans les petits pubs de la région de Dublin.
En 1975, elle fait partie du groupe General Humbert avec lequel elle fait des tournées en Europe et publie deux albums (1975 et 1978). En 1982, elle collabore avec le musicien et producteur Declan Sinnott (en) et enregistre son premier album solo, Mary Black, bien accueilli par le public et qui sera couronné par la Recording Industry Association of America, ainsi qu'un an plus tard, par l'Irish Independent.
Les années 1980
Elle fait ensuite partie de plusieurs groupes, dont le groupe traditionnel irlandais, De Dannan, de 1984 à 1986, avec lequel elle fait des tournées en Europe et aux États-Unis. L'album enregistré avec ce groupe, Anthem, sera récompensé du prix de l'album irlandais de l'année.
Elle continue en parallèle une carrière de soliste et enregistre Collected (1984) et Without the Fanfare (1985), dans des styles plus contemporains. Leur succès lui valent les titres, décernés par l'Irish Recorded Music Association, d'artiste de variété de l'année (entertainer of the year) en 1986 et de meilleure artiste féminine en 1987 et 1989.
En 1986, elle quitte De Dannan, et enregistre en 1987 By the Time it Gets Dark, qui sera son premier disque d'or irlandais ; puis No Frontiers en 1989, qui restera dans le top-30 pendant un an et sera trois fois disque d'or. Dans le même temps, sa popularité grandit aux États-Unis, à la suite de plusieurs tournées et émissions de radio.
Les années 1990
En 1991, outre une tournée réussie aux États-Unis, Mary Black voit son album Babes in the Wood demeurer en tête des classements irlandais pendant six semaines et être distingué par le journal britannique Today parmi les dix meilleurs albums de l'année.
En 1992, elle se produit pour la première fois au Royal Albert Hall de Londres. Elle reçoit une nouvelle fois le titre de meilleure artiste féminine décerné par l'IRMA. Elle fait également la couverture du magazine Billboard, parmi d'autres artistes irlandaises telles qu'Enya, Sinéad O'Connor et Moya Brennan.
Après le succès d'un nouvel album, The Holy Ground, elle collabore avec six autres chanteuses irlandaises pour enregistrer A Woman's Heart. Outre sa sœur Frances Black, il faut mentionner Eleanor McEvoy, Dolores Keane, Sharon Shannon et Maura O'Connell (en). La réussite commerciale de cet album en engendrera un second, A Woman's Heart 2.
En 1995, Mary Black enregistre deux duos avec l'américaine Joan Baez, rassemblés au sein de Ring Them Bells. Elle enregistre successivement quatre albums, Looking Back, Circus, Shine, et Speaking with the Angel. Elle est honorée de nouveau, à deux reprises, du titre de meilleure artiste féminine (IRMA) en 1994 et 1996.
Les années 2000
2003 est l'occasion de son premier album en public, Mary Black Live, bientôt suivi de Full Tide. Malgré son succès, Mary Black ralentit alors son rythme de production musicale. Et il faut attendre 2009 pour l'entendre apparaître sur une piste de l'album de Steve Martin, The Crow: New Songs for the 5-String Banjo.
Pendant plusieurs années, le magazine What Hi-Fi considérait sa voix si pure qu'elle a été utilisée comme référence pour comparer la qualité du son des différentes chaînes audio.
Elle est mariée à Joe O'Reilly avec qui elle a trois enfants (Conor, Danny et Roísin).

## Discographie
- 1983 : Mary Black ;
- 1984 : Collected ;
- 1985 : Without the Fanfare ;
- 1987 : By the Time it gets Dark ;
- 1989 : No Frontiers ;
- 1990 : The Best of Mary Black ;
- 1991 : Babes in the wood ;
- 1992 : The Collection ;
- 1993 : The Holy Ground ;
- 1995 : Circus ;
- 1995 : Looking Black ;
- 1997 : Shine ;
- 1999 : Speaking with the Angel ;
- 2001 : The Best of Mary Black 1991-2001 & Hidden Harvest ;
- 2003 : Mary Black Live ;
- 2005 : Full Tide.